# تومي فريزر
تومي فريزر (بالإنجليزية: Tommy Fraser)‏ (5 ديسمبر 1987 ببرايتون في المملكة المتحدة - ) هو لاعب كرة قدم بريطاني في مركز الوسط. لعب مع إبسفليت يونايتد وبرايتون أند هوف ألبيون وبورت فايل ونادي بارنت ونادي ليويس وMelbourne Knights FC ‏ وبوغنور ريجيس تاون وBurgess Hill Town F.C. ‏ ونادي وايتهوك وPeacehaven & Telscombe F.C. ‏.

## وصلات خارجية
- تومي فريزر على موقع قاعدة بيانات كرة القدم.إي يو (الإنجليزية)
- تومي فريزر على موقع Soccerbase.com (لاعب) (الإنجليزية)
- تومي فريزر على موقع Soccerway.com (الإنجليزية)